# Puig de l'Avellana
El Puig de l'Avellana és una muntanya de 143 metres que es troba al municipi de Cruïlles, Monells i Sant Sadurní de l'Heura, a la comarca catalana del Baix Empordà.